# Willem Henri Emile van der Borch

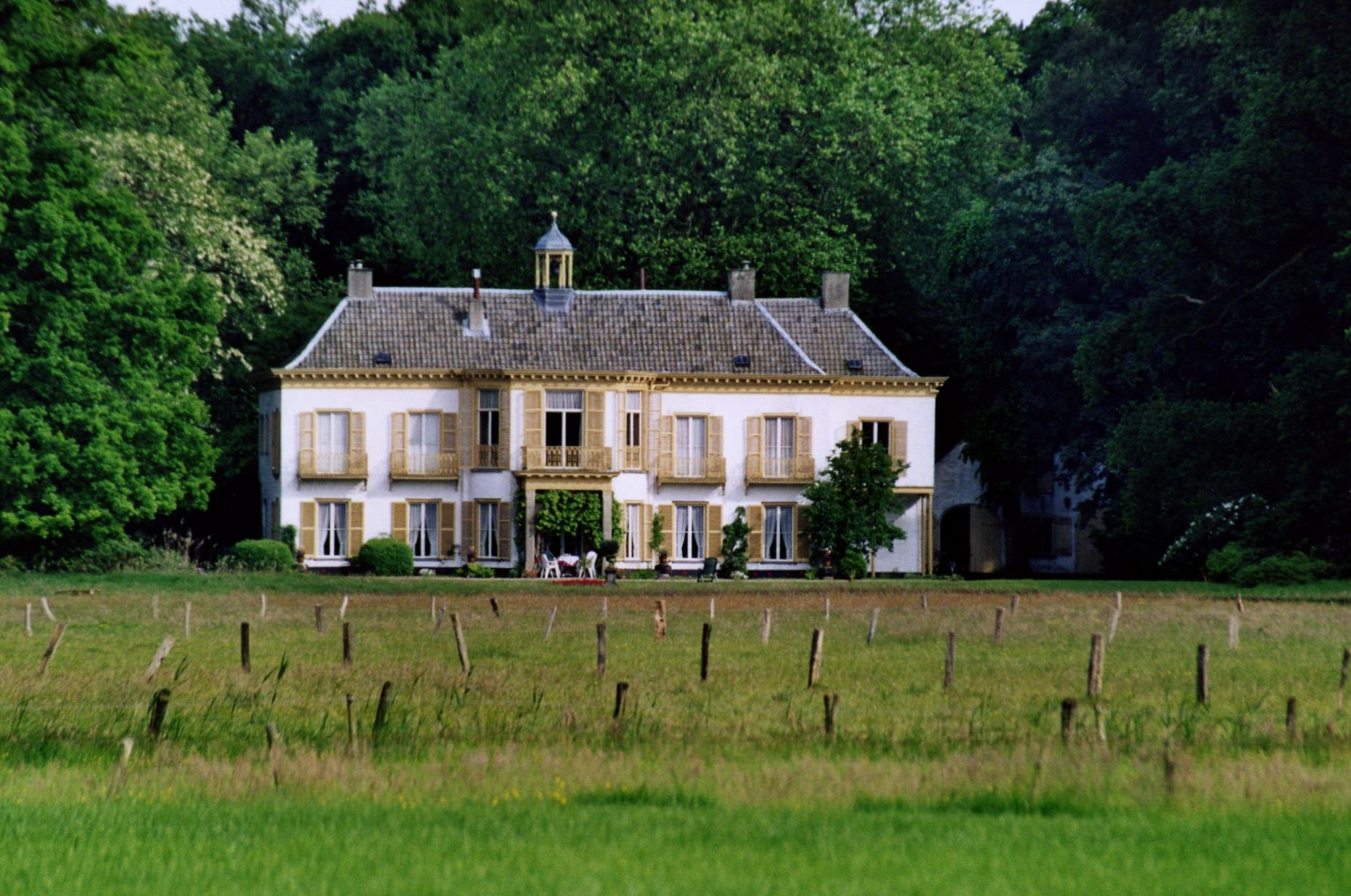
Huis Hondsdonk

Willem Henri Emile baron van der Borch (Ginneken, huis de Hondsdonk, 23 januari 1848 - aldaar, 24 april 1908) was een Nederlandse burgemeester

## Biografie
Van der Borch was een lid van de familie Van der Borch en een zoon van mr. Willem François Emile baron van der Borch van Verwolde, heer van Verwolde (1802-1849), rentmeester van de domeinen van prins Frederik, en jkvr. Henrica Paulina van der Heim (1806-1884). Hij bleef ongehuwd. In 1877 werd hij schoolopziener. In 1881 werd hij benoemd tot burgemeester van Ginneken en Bavel, hetgeen hij tot zijn overlijden in 1908 zou blijven. Hij overleed op 60-jarige leeftijd op het huis de Hondsdonk, waar hij ook was geboren.